# Gran Premio Develi
El Gran Premio Develi (oficialmente: Grand Prix Develi) es una carrera de ciclismo en ruta de un día que se celebra en el mes de septiembre en Turquía. La competencia cuenta con una versión femenina del mismo nombre.
La primera edición se corrió en 2020 como parte del UCI Europe Tour y fue ganada por el ciclista ucraniano Anatoliy Budyak.

## Palmarés
| Año  | Ganador               | Segundo            | Tercero         |
| ---- | --------------------- | ------------------ | --------------- |
| 2020 | Anatoliy Budyak       | Oleksandr Golovash | Andriy Vasylyuk |
| 2021 | Mykhailo Kononenko    | Jeroen Meijers     | Metkel Eyob     |
| 2022 | Jambaljamts Sainbayar | Vitaliy Buts       | Yacine Hamza    |

## Palmarés por países
| País     | Victorias |
| -------- | --------- |
| Ucrania  | 2         |
| Mongolia | 1         |